# Дерек Морган
Дерек Морган (енгл. Derek Morgan) је лик из Си-Би-Есове криминалистичке серије „Злочиначки умови“, а тумачи га Шемар Мур. Његове специјалности су фиксације и опсесивна понашања.

## Биографија лика
Морган је син афроамериканца и белкиње. Похађао је „Нортвестерн“ универзитет преко спортске стипендије (амерички фудбал), има и црни појас у џудоу, води Еф-Би-Ајеве курсеве самоодбране, радио је у јединици за деактивирање експлозивних направа и као полицајац у Чикаго. Он и његове две сестре, Сара и Дезире, одрасли су у Саут Сајду, опасном чикашком кварту.
Када је имао 10 година био је сведок погибије свог оца, који је такође био полицајац. Након тога је имао тешко одрастање и упадао је у многе туче, што га је на крају одвело у поправни дом за младе. Одатле га је под своју бригу узео Карл Бафорд, координатор локалног омладинског центра. Бафорд се према Моргану понашао као други отац, помогавши му да стекне споменуту стипендију. Међутим, он га је, такође, и сексуално злостављао, што је Морган открио неколико година касније, под екстремном принудом. Као тинејџер открио је тело непознатог дечака, што је оставило дубок траг у њему. Ишао је од врата до врата да би сакупио новац за надгробни камен за тог дечака и посећивао је његов гроб сваки пут кад би био у родном Чикагу.
Неколико година касније његова прошлост се вратила да га прогони када га је чикашка полиција ухапсила за убиство тог непознатог дечака као и још двојице других. Детектив који је водио случај (који је неколико пута хапсио Моргана у млађим данима) веровао је да је Морган крив и користио је ЈАП-ов профил, који је израдио Џејсон Гидион (не знајући да је Морган главни осумњичени), како би окончао случај. Тим је претражио Морганов живот и позадину, верујући да је Морган жртва намештаљке правог убице. Касније су идентификовали Бафорда као човека који му је сместио (Бафорд је био пријатељ са наведеним детективом). Када га је Хочнер питао за Бафорда, Морган му је говорио да одустане. Затим је побегао из притвора и отишао да разговара са локалним дечаком који се дружио са последњом жртвом. Дечак му је открио да га Бафорд злоставља и да је последња жртва знала за то. Морган се суочио са Бафордом, који је у почетку негирао да се ишта десило између њих и рекао Моргану да дечак лаже. Морган није одустао (пожелео је да је рекао некоме за Бафорда док је још био дечак) и на крају је натерао Бафорда да призна злостављање. То признање чули су детективи који су били скривени у близини и одмах затим га ухапсили. Бафорд је преклињао Моргана да му помогне, на шта му је он рекао: „Иди дођавола!“ и препустио злостављача деце његовој судбини.

## Јединица за анализу понашања
У једном тренутку је био разматран као могући шеф теренске канцеларије у Њујорку, али му је Хоч касније рекао да га није препоручио јер је био забринут да Морган нема довољно поверења у своје колеге. Морган је познат по интензивним физичким подухватима: једном је трчао за злочинцем до воза, а затим се и сам закачио за њега. Тада се борио за голи живот, висећи док је злочинац покушавао да га баци са воза. Морган је нарочито љут на Џорџа Фојета (Бостонског косача). Након што га је Фојет једном изненадио и онесвестио почетком 2009, узео му је значку и оставио му један метак, како би га психички мучио. Значка се касније појавила положена на повређеном Хочу у болници Св. Себастијан.
Због искуства из тинејџерских дана, чини се да Морган вуче дуготрајну одбојност према организованој религији, али се и даље моли и понекад оде у цркву. Веома је шармантан и виђан је како флертује са многим женама, а чак је једном и плесао са неколико њих истовремено у бару. Чак је једном на састанак позвао Џордан Тод (схвативши тек касније да ће му она постати колегиница). Међутим, као и већина чланова тима, ни он до сад није успео да оствари стабилну и дуготрајну љубавну везу.
Он је, с друге стране, јако посвећен својим колегама, нарочито Гарсији. Њих двоје имају шаљиви, слатки и „врућ“ однос. Морган је често ословљава са „бејби-грл“ (назвао ју је тако док јој још није знао име, а наставио је са тим кад је видео да се то њој свиђа), а у епилогу случаја са убиствима и бомбашким нападом у Њујорку рекао јој је да му је она „Богом дана утеха“. Такође јој је рекао да је воли (платонски), када ју је довео кући из болнице.
Морган поседује веома блиско и заштитничко пријатељство према Риду. Морган стално прави пријатељске пошалице са њим и покушава да му помогне око његовог љубавног живота. У епизоди „Revelations“ (2x15) Морган бива видно потресен и склон насилним испадима након што је Рид отет и након што је уживо посматрао сво мучење кроз које је Рид прошао. Чак је отишао дотле да је изјавио како би починиочеву главу „набио на колац“. Морган често ословљава Рида са „Доцо“, „Дечко“, „Лепотане“ и „Геније“ и након тога се обично међусобно задиркивају, што је једном чак довело и до тога да су имали „рат шалама“
у епизоди „Painless“ (7x04). Морган је виђан како даје Риду савете о томе како да приђе девојци у бару након што је он безуспешно покушавао. Морган је, поред Прентисове, једина особа која је знала да Рид има веома болне главобоље које могу бити повезане са могућношћу схизофреније.
У 11. сезони, у епизоди "Лепа катастрофа" Морган напушта тим да би могао да брине о својој породици.